# ミリアム・カーン

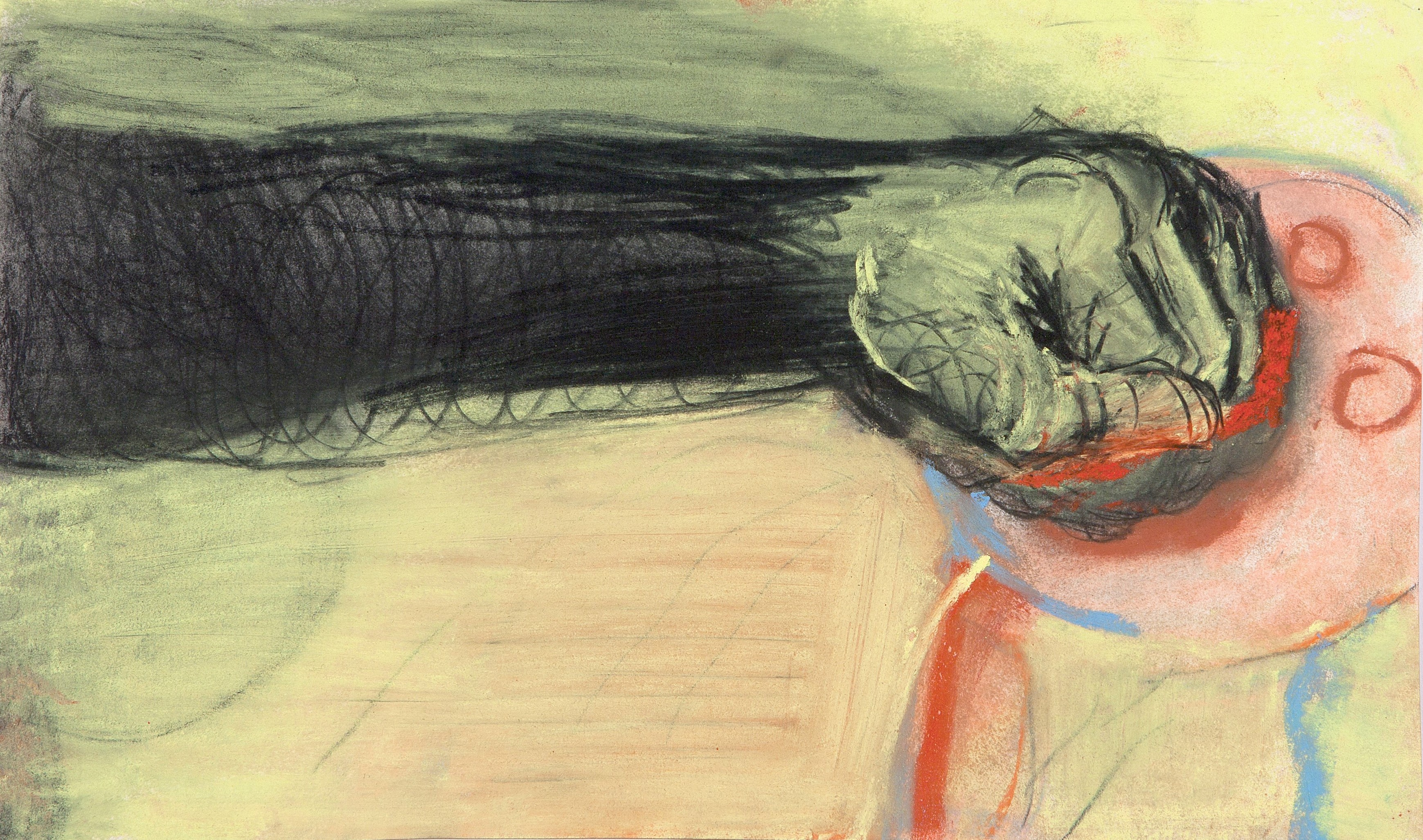
『untitled 10.05.2012,』2012々、パステル、木炭、紙、39 x 23 cm、ワルシャワ近代美術館蔵

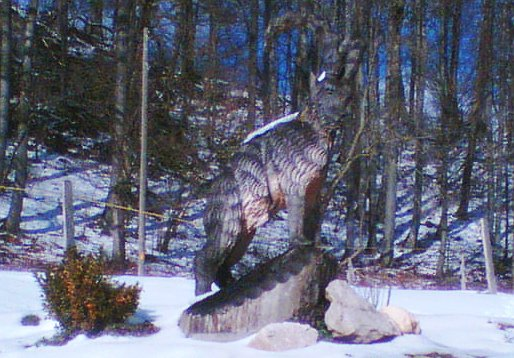
『Brutalitätenskulptur』2007/08年、彫刻

ミリアム・カーン（Miriam Cahn、1949年7月21日 - ）とは、スイスの画家。

## 経歴
バーゼルの生まれ。
1968年から1975年までバーゼル造形学校で学ぶ。
1998年、ベルリン芸術アカデミーよりケーテ・コルヴィッツ賞を受賞。

## 作品
油彩画、水彩画、彫刻、写真、インスタレーションと幅広く手掛ける。作品の多くは非伝統的なメソッドを用いている。
カーンが国際的に注目されたのは屋外の構造物に描かれたドローイング『my woman-ness is my public part（私の女性性は、パブリックな部分だ）』(1979-80)。高速道路の柱に無許可で描いて警察に逮捕されたこともある。
『atombombe（原子爆弾）』シリーズは水彩画。チェルノブイリの原発事故の翌年（1987年）に描かれた。原爆を開発したのが彼女と同じユダヤ人であるという歴史的背景を踏まえた上で、さらにその美しさにも目を向ける。『WIRED』でのインタビューでカーンはこう語っている。
| 「 | ひと目観て美しい！と感激されて、何ですか、と聞かれる。それで原子爆弾ですと答えると皆、息を飲んだり眉をひそめたり。ではもうその作品は美しくないのか？ 美とは何か、アートとは何か。そこに興味があるんです | 」 |

1994年から人、動植物、建築物を描いた油彩画を描く。
2017年のドクメンタ14には複合的なルームインスタレーションを出品。

## 評価
ピーター・カニンガムは、カーンの絵画と素描画は「生殖器の暴力的かつ衝撃的描写」を特徴とするフェミニズム的テーマ・女性の儀式の具現化だと評している。
カーンの作品は新表現主義運動の影響を受けているという評もある。

## コレクション
カーンの作品は、ニューヨーク近代美術館、テート・モダン、ソフィア王妃芸術センター、ワルシャワ近代美術館など世界中にコレクションされている。

## 展覧会
最初の展覧会は1977年の『Being a Women in My Public Role（私の公的な立場として女性であること）』。アメリカでの最初の展覧会は2011年、ニューヨークのエリザベス・ディー・ギャラリー。

### 個展
- スタンパ、バーゼル、1977, 1979, 1981
- Wach Raum 1,、コンラート・フィッシャー、チューリッヒ、1982
- Das Klassische Lieben,、クンスターレ・バーゼル、1983
- Das Klassische Lieben,、スタンパ、バーゼル、1984
- Das Klassische Lieben,、Galerie Grita Insam、ウィーン、1984
- Das Klassische Lieben,、ラ・ショー＝ド＝フォン美術館、1984
- Strategische Orte,、エリザベス・カウフマン、チューリッヒ、1985
- Strategische Orte,、バーデン＝バーデン州立美術館およびボン美術館、1985
- Strategische Orte,、スタンパ、バーゼル、1986
- Strategische Orte,、DAAD、ベルリン、1986
- スタンパ、バーゼル、1987
- Galerie Vorsetzen、ハンブルク、1987
- スイス文化センター、パリ、1987
- Lesen in Staub/Strategische Orte,、シュメラ画廊、デュッセルドルフ、1987
- ラート美術館、ジュネーヴ、1988
- Lesen in Staub/Weibliche Monate,、クンストフェライン・ハノーファー、1988
- Lesen in Staub,、ハウス・アム・ ヴァルトゼー、ベルリン、1988
- Lesen in Staub, 、Gemeentemuseum、アーネム、1988
- Van de Loo、ミュンヘン、1988
- エリザベス・カウフマン、チューリッヒ、1988
- Verwandschaften、コーナーハウス、マンチェスター、1990
- Verwandschaften、Art Frankfurt、1990
- Verwandschaften、スタンパ、バーゼル、1990
- Verwandschaften、ギャラリー・エスパス、アムステルダム、1991
- モダンアート美術館、フランクフルト、1992, 1995
- Nachkrieg-Vorkrieg (Was Fehlt)、スタンパ、バーゼル、1992
- Sarajevo、スタンパ、バーゼル、1993
- スタンパ、バーゼル、1994
- Lachen bei gefahr、バディッシャー・クンストフェライン、カールスルーエ、2012
- 『私のユダヤ人、原子爆弾、そしてさまざまな作品』ワコウ・ワークス・オブ・アート、東京、2012[6]
- mare nostrum、マイヤー・リーガー、ベルリン、2016
- devoir-aimer、ギャラリー ジョスラン・ウォルフ、パリ、2017
- 『photographs』ワコウ・ワークス・オブ・アート、東京、2018[10]
- 『ICH ALS MENSCH』ベルン美術館、2019
- 『DAS GENAUE HINSCHAUEN』ブレゲンツ美術館（英語版）、2019
- everything is equally important、ソフィア王妃芸術センター、マドリード、2019
- 『MIRIAM CAHN: I AS HUMAN』ハウス・デア・クンスト、ミュンヘン、2019
- 『MIRIAM CAHN: I AS HUMAN』ワルシャワ近代美術館、2019
- 四方当代美術館、南京、2019
- 『美しすぎることへの不安』六本木ワコウ・ワークス・オブ・アート、東京、2019[4]

### 主なグループ展
- Feministische Kunst International,、Frauenzimmer、バーゼル、1979
- Documenta,、カッセル、1982
- Crosscurrents in Swiss Art,、サーペンタイン・ギャラリー、ロンドン、1984
- 第6回シドニー・ビエンナーレ、1986
- Triennal de Dibuix,、ミロ美術館、バルセロナ、1989
- Zur Sache Selbst,、Künstlerinnen des 20. Jahrhunderts Museum、ヴィースバーデン、1990
- ジュネーブ現代アートセンター、ジュネーヴ、1994
- From Beyond the Pale,、アイルランド現代美術館、ダブリン、1994
- Where Is Abel, Your Brother?,、ザヘンタ国立美術館、ワルシャワ[11]1995
- Sammlung Van de Loo、新ナショナルギャラリー、ベルリン、2004
- Module mai, パレ・ド・トーキョー、パリ、2010
- Prière de toucher – Le tactile dans l‘art、タンゲリー美術館、バーゼル、2016
- 第21回シドニー・ビエンナーレ、2018
- ドクメンタ14、アテネとカッセル、2017[12]
- あいちトリエンナーレ2019 情の時代 [4]

## 関連書籍
- Schmetterling, Astrid. "Cahn, Miriam." In Grove Art Online. Oxford Art Online, (accessed February 18, 2012; subscription required).
- ed. Marta Dziewańska. "MIRIAM CAHN: I AS HUMAN". Museum of Modern Art in Warsaw (2019).
- ミリアム・カーン「photographs」ワコウ・ワークス・オブ・アート（2018）ISBN 978-4902070491